# HammerFall

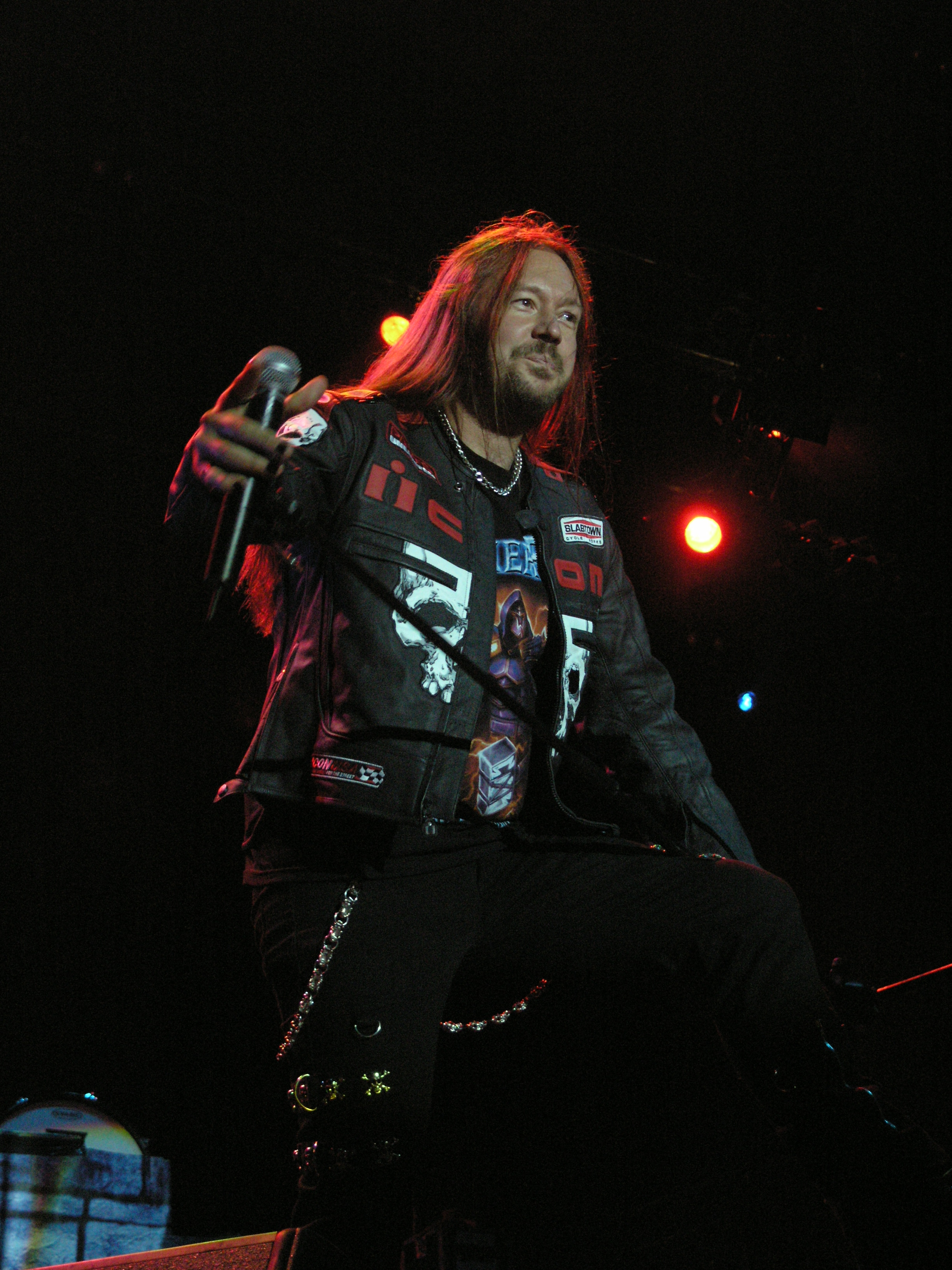
Joacim Cans

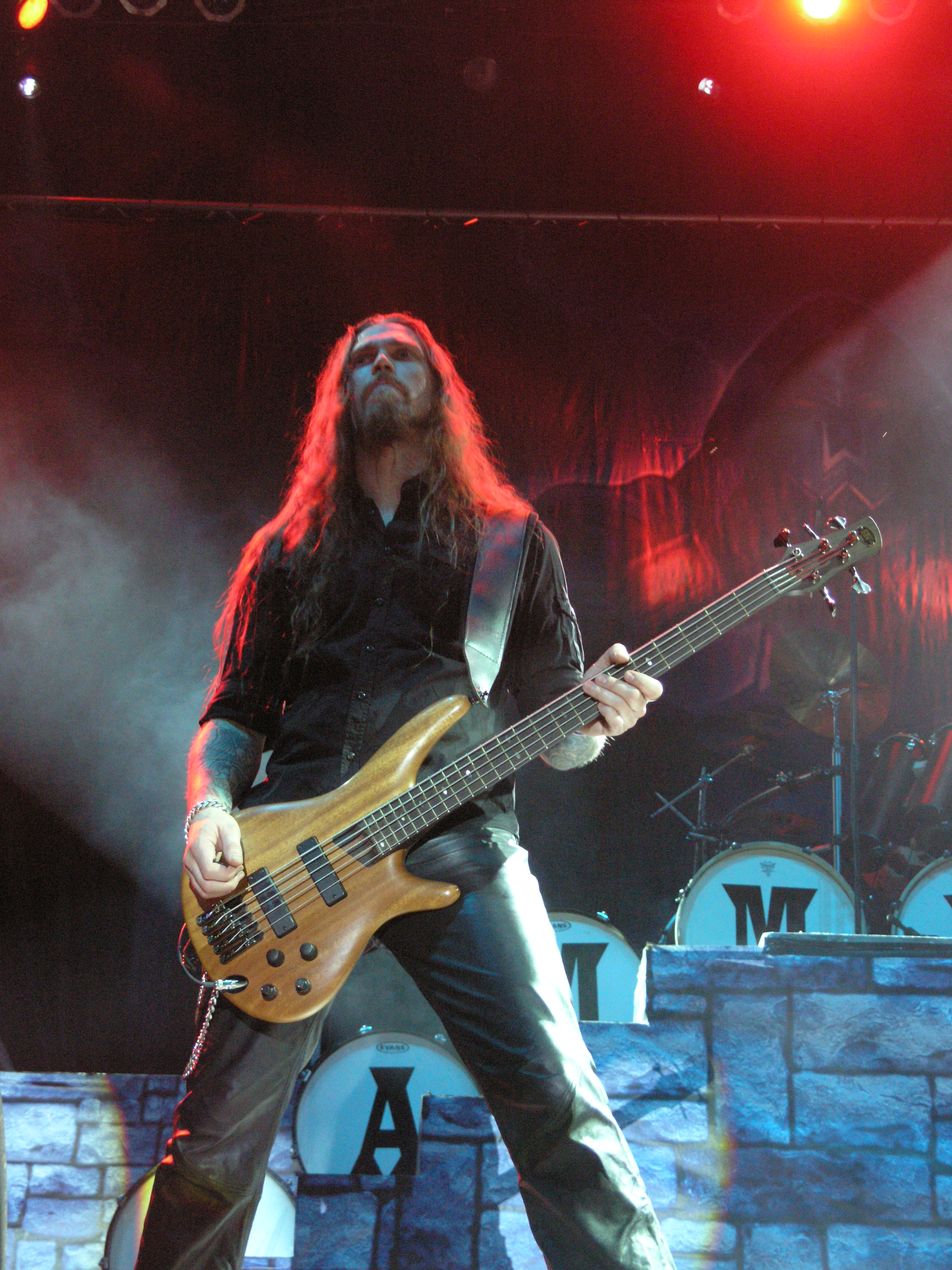
Fredrik Larsson

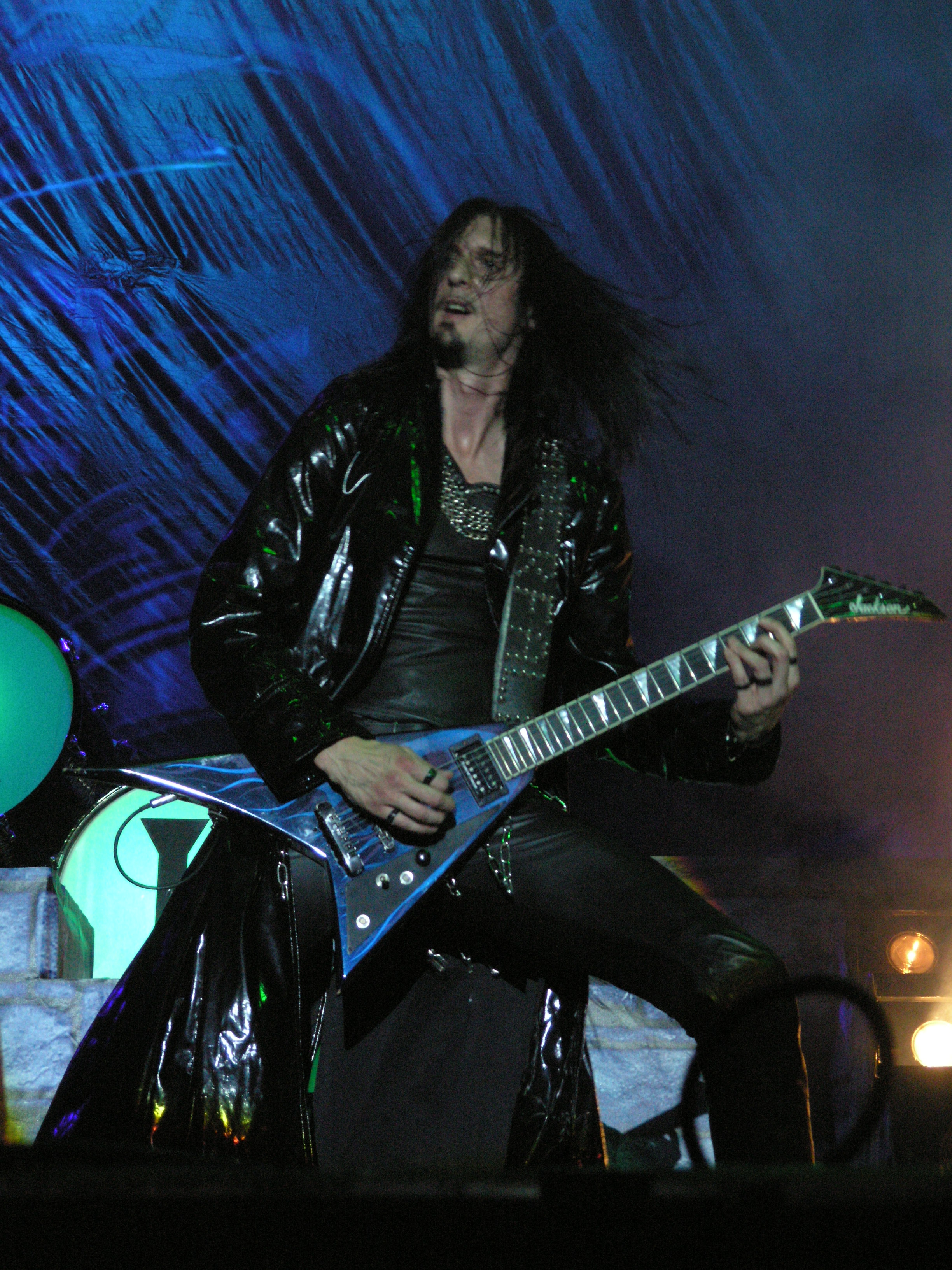
Oscar Dronjak

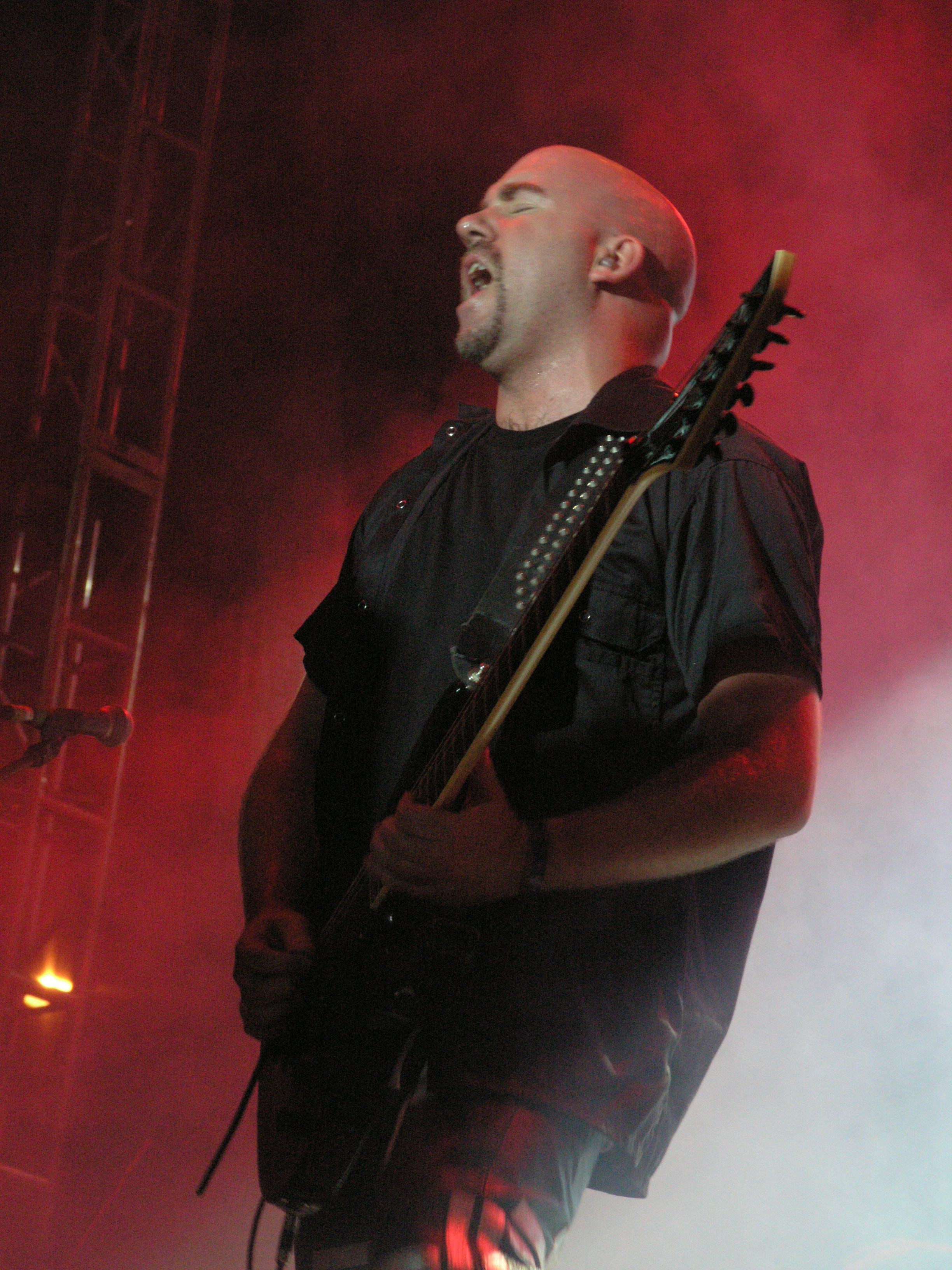
Stefan Elmgren

HammerFall is een Zweedse powermetalband die werd opgericht in 1993 door gitarist Oscar Dronjak, nadat hij de deathmetalband Ceremonial Oath had verlaten. Jesper Strömblad ging met hem mee.

## Geschiedenis
Na vele wisselingen in de bandsamenstelling (Strömblad besloot zich volledig te richten op In Flames) kwam in 1996, drie jaar na de oprichting, zanger Joacim Cans bij HammerFall. In datzelfde jaar verscheen het album Glory to the Brave.
Kort daarna kwamen ook drummer Patrik Räfling, gitarist Stefan Elmgren en bassist Magnus Rosén erbij, omdat besloten werd dat de band niet langer als een project maar als volwaardige band moest worden gezien. Na vele optredens over de hele wereld kwam in 1998 het tweede album Legacy of Kings uit.
In 1999 verliet Patrik Räfling de groep; hij werd vervangen door Anders Johansson. Hiermee was de zogenaamde 'Renegadebezetting' compleet. In 2000 kwam het album Renegade uit. Hiermee leek een nieuw, wat strakker en moderner geluid te zijn geboren, wat de band veel goed deed.
Na de verschijning van Crimson Thunder in 2002 kwam in 2003 het eerste livealbum van HammerFall uit. Het was getiteld One Crimson Night en was opgenomen in thuisplaats Göteborg.
Hierna volgde in 2005 Chapter V: Unbent, Unbowed, Unbroken, een album dat onder fans maar lauw onthaald werd maar waarop toch opnieuw een zeer succesvolle wereldtournee volgde.
Nog steeds in dezelfde samenstelling nam de band in 2006 Threshold op. Dit album ging qua sound weer meer in de richting van Glory to the Brave en Legacy of Kings. In 2007 ging de band opnieuw uitgebreid op tournee.
Op 3 maart 2007 besloot Magnus Rosén om de band te verlaten, waarop hij vervangen werd door Fredrik Larsson, een oud lid van de band.

## Albums
- 1997: Glory to the Brave
- 1998: Legacy of Kings
- 2000: Renegade
- 2002: Crimson Thunder
- 2005: Chapter V: Unbent, Unbowed, Unbroken
- 2006: Threshold
- 2009: No Sacrifice, No Victory
- 2011: Infected
- 2014: (r)Evolution[1]
- 2016: Built to Last
- 2019: Dominion
- 2022: Hammer of Dawn

## Livealbums
- 2003: One Crimson Night
- 2012: Gates of Dalhalla

## Compilatiealbums
- 2007: Steel Meets Steel - Ten Years of Glory
- 2008: The Vinyl Single Collection
- 2008: Masterpieces

## Video- & dvd-albums
- 1999: The First Crusade
- 2002: The Templar Renegade Crusades
- 2002: Hearts on Fire
- 2003: One Crimson Night
- 2008: Rebels with a Cause: Unruly, Unrestrained, Uninhibited
- 2012: Gates of Dalhalla

## Singles
- 1997: Glory to the Brave
- 1998: Heeding the Call
- 1999: I Want Out
- 2000: Renegade
- 2001: Always Will Be
- 2002: Hearts on Fire
- 2005: Blood Bound
- 2006: The Fire Burns Forever
- 2006: Natural High
- 2007: Last Man Standing
- 2009: Any Means Necessary
- 2010: My Sharona
- 2011: One More Time
- 2011: B.Y.H
- 2011: Send Me a Sign

## Bandleden

### Huidige bandleden
| Naam             | Jaren actief              | Functie                         | Bijdragen                                                                                               |
| ---------------- | ------------------------- | ------------------------------- | --- |
| Joacim Cans      | 1996 tot heden            | Leadzanger                      | Alle HammerFall-uitgaven                                                                                |
| Oscar Dronjak    | 1993 tot heden            | Slaggitarist, achtergrondzanger | Alle HammerFall-uitgaven                                                                                |
| Pontus Norgren   | 2008 tot heden            | Leadgitarist, achtergrondzanger | No Sacrifice, No Victory (2009), Infected (2011)                                                        |
| Fredrik Larsson  | 1994-1997, 2007 tot heden | Basgitarist, achtergrondzanger  | Glory to the Brave (1997) en vanaf het album Steel Meets Steel - Ten Years of Glory (2007) tot op heden |
| Anders Johansson | 1999 tot 2014             | Drummer                         | Vanaf het album Renegade (2000) tot heden                                                               |

### Eerdere leden
| Naam             | Jaren actief | Functie      | Bijdragen                                                                 |
| ---------------- | ------------ | ------------ | ------------------------------------------------------------------------- |
| Stefan Elmgren   | 1997-2008    | Leadgitarist | Van Glory to the Brave (single uit 1997) tot Masterpieces (2008)          |
| Magnus Rosén     | 1997-2007    | Basgitarist  | Van Glory to the Brave (single uit 1997) tot Threshold (2006)             |
| Patrik Räfling   | 1997-1999    | Drummer      | Van Glory to the Brave (1997) tot I Want Out (single uit 1999)            |
| Jesper Strömblad | 1993-1997    | Drummer      | Meegeschreven aan de eerst drie albums en No Sacrifice, No Victory (2009) |
| Glenn Ljungström | 1995-1997    | Leadgitarist | Glory to the Brave (1997)                                                 |
| Mikael Stanne    | 1993-1996    | Leadzanger   | Geen                                                                      |
| Niklas Sundin    | 1993-1995    | Leadgitarist | Geen                                                                      |
| Johan Larsson    | 1993-1994    | Basgitarist  | Geen                                                                      |
| Anders Johansson | 1999-2014    | Drummer      | Vanaf het album Renegade (2000) tot 2014 (r)Evolution                     |